# Kent Osborne
Kent Osborne é um roteirista, ator e produtor de cinema e televisão americano. Atua como redator para a série de desenho animado Adventure Time.